# Tensei Ōjo to Tensai Reijō no Mahō Kakumei
Tensei Ōjo to Tensai Reijō no Mahō Kakumei (japanisch 転生王女と天才令嬢の魔法革命) ist eine von Piero Karasu veröffentlichte Roman- und Mangareihe, die den Gattungen Isekai und Yuri zu verorten und an eine ältere, männliche Leserschaft gerichtet ist.
Gestartet wurde die Reihe als Fortsetzungsroman auf der Online-Publishing-Plattform Shōsetsuka ni Narō, wo er zwischen Februar 2019 und August 2021 veröffentlicht und nach 207 Kapiteln dort abgeschlossen wurde. Im Jahr 2020 erhielt das Werk eine Realisierung als Light-Novel- und Mangaserie, die bei den Verlägen Kadokawa Shoten bzw. ASCII Media Works in Japan erscheinen. Im Jahr 2023 wurde eine Animefernsehserie in Japan ausgestrahlt, die international unter dem Titel The Magical Revolution of the Reincarnated Princess and the Genius Young Lady im Simulcast gezeigt wurde.
Das Werk folgt der Kronprinzessin Anis Wynn Palettia, die ein Geheimnis hat. Sie hat die Erinnerungen an ihr altes Leben als Japanerin behalten. Sie liebt Magie über alles. Da sie aber als Wiedergeborene keine Magie anwenden kann, nutzt sie ihr Wissen aus ihrem früheren Leben und widmet sich der Wissenschaft, um über Umwege Magie nutzen zu können. Als ihr jüngerer Bruder Algard jedoch die Verlobung mit der Adelstochter Euphyllia Magenta löst, nimmt Anis diese unter ihre Fittiche.

## Handlung
Eines Tages erwachen der Kronprinzessin Anis Wynn Palettia die Erinnerungen ihres früheren Lebens als Japanerin. Seit sie denken kann, liebt sie Magie über alles in der Welt. Doch als Wiedergeborene kann sie keine Magie anwenden. Aus diesem Grund teilt sie ihrem Vater, dem König Orphans Il Palettia mit, dass sie auf die Thronfolge verzichtet, um sich auf ihre Forschung konzentrieren zu können. Denn sie erhofft sich durch ihr Wissen ihrer früheren Existenz einen Weg zu finden, über Umwege Magie wirken zu können. Gleichzeitig erklärt sie ihrem Vater, dass sie als erwachsene Frau keine Kinder in die Welt setzen wolle und lesbisch sei.
Durch ihren Verzicht wird ihr jüngerer Bruder Algard zum Kronprinz erklärt, was diesem nicht zusagt. Seit diesem Moment hegt er eine Abneigung gegenüber seiner Schwester. Dies bemerkt Graf Chartreuse, der im Königreich als Magieminister fungiert, und versucht, Algard zu einer Marionette zu machen. Der Graf plant mithilfe des Prinzen den König eines Tages stürzen zu können.
Als Anisphia durch ein misslungenes Experiment auf einem fliegenden Besen in eine Abendgesellschaft platzt, wird sie Zeugin, wie ihr Bruder die Verlobung mit der Adelstochter Euphyllia Magenta löst, da er sie bezichtigt, seine Geliebte drangsaliert zu haben. Anisphia beschließt, Euphyllia als ihre Assistentin für ihre Magieforschungen bei sich aufzunehmen. Zum einen, um ihr Ziel eines Tages mithilfe von Artefakten Magie einsetzen zu können und zum anderen, um Euphyllias Namen wieder reinzuwaschen.

## Charaktere

### Hauptcharaktere
Anisphia Wynn Palettia (アニスフィア・ウィン・パレッティア, Anisufia Win Parettia)
Die Protagonistin der Geschichte. Die erste Prinzessin des Königreiches Palettia. Seit sie denken kann liebt sie Magie über alles. Da sie allerdings als eine Wiedergeborene selbst keine magischen Fähigkeiten besitzt, wendet sie sich der Wissenschaft zu und stellt mit dem Wissen aus ihrem früheren Leben als Japanerin magische Gegenstände her, um diesen Makel auszugleichen.
Aufgrund ihrer exzentrischen Persönlichkeit wird sie als Problemkind betrachtet, die ihre Verantwortung auf ihren jüngeren Bruder, Prinz Algard, abgewälzt hat. In Wahrheit stellt sie das Wohl ihres Landes an erster Stelle. So verzichtet sie auf die Thronfolge, da sie sich für eine schlechte Monarchin hält. Nach einem Kampf mit einem Drachen wird Anisphia von diesem verflucht und sie droht, sich nach und nach selbst zu einem Drachen zu verwandeln.
Euphyllia Magenta (ユフィリア・マゼンタ, Yufiria Mazenta)
Die Tochter des Premierministers von Palettia und Prinz Algards ursprüngliche Verlobte. Der Prinz löst ihre Verlobung, nachdem Gerüchte die Runde machen, die Euphyllia des systematischen Mobbings verdächtigen. Sie hat ein Talent für Magie und zeigt ein politisches Geschick. Aufgrund ihrer perfektionistischen Ader isolierte sie sich von ihrem persönlichen Umfeld, öffnete sich aber nachdem sie von Anisphia bei sich aufgenommen wurde.
Nachdem ein Putschversuch fehlschlägt und die Verantwortlichen verbannt bzw. zum Tode verurteilt wurden, wird sie in die Königsfamilie adoptiert. Hierfür geht sie einen Pakt mit einem Geist ein, um die Thronfolge antreten zu dürfen. Aufgrund dieses Paktes wird sie selbst zu einem Geist, die auf magische Energie angewiesen ist, um zu überleben.

### Nebencharaktere
Ilia Coral (イリア・コーラル, Iria Kōraru)
Anisphias persönliche Maid. Nachdem Anis ihr in der Vergangenheit geholfen hat, schwörte sie ihr Treue. Beide teilen ein geschwisterliches Band. Da Anis Ilia respekt- und würdevoll behandelt, kehrte sie ihrer Familie den Rücken.
Lainie Cyan (レイニ・シアン, Reini Shian)
Die Tochter eines aufgestiegenen Adeligen und Prinz Algards Geliebte, die vorgeblich von Euphyllia drangsaliert wurde. Dies stellte sich später als Missverständnis heraus.
Es wird offenbart, dass sie ein Vampir ist, die kontinuierlich einen Zauber abgibt, der dafür sorgt, dass sich Menschen in ihrer Umgebung zu ihr hingezogen fühlen. Davon wusste sie allerdings nichts.
Sie wird von Anisphia aufgenommen und versucht zu lernen, ihre Kräfte zu kontrollieren. Sie arbeitet seitdem als Magd in Anisphias Anwesen. Seit ihre wahre Natur als Vampir „geweckt“ wurde, entwickelte sie einen Blutdurst, der gestillt wird, indem sie Ilias Blut trinkt. Sie entwickelt mit der Zeit romantische Gefühle für Ilia.
Tilty Claret (ティルティ・クラーレット, Tiruti Kurāretto)
Eine Adelstochter, die von ihrer Familie enterbt wurde und Anisphias beste Freundin. Tilty wurde mit großer magischer Kraft geboren, die sie jedoch nicht kontrollieren kann und bei Anwendung Schmerzen verursacht. Dies, und die gesellschaftliche Fokussierung auf Magie sorgten irgendwann dafür, dass sie Fassung verliert und ihre Familie attackiert, wodurch sie als niederträchtige Sadistin bekannt wurde. Anisphia konnte ihren Wutausbruch unterbinden.
Gegenwärtig entwickelt sie Medizin und unterstützt ihre beste Freundin oftmals bei ihrer Forschung. Aufgrund ihrer Vergangenheit hat sie eine Obsession für unheilbare Zustände entwickelt, die sie selbst als „Flüche“ bezeichnet.
Orphans Il Palettia (オルファンス・イル・パレッティア,  Orufansu Iru Parettia)
Anisphias Vater und der amtierende König von Palettia. Er sorgt sich sehr um seine Kinder, aufgrund seiner königlichen Verantwortungen steht das Land aber an oberster Stelle. Der Stress als Regent sorgt dafür, dass er älter aussieht als er in Wahrheit ist. Aufgrund regelmäßiger Bauchschmerzen nimmt er Medikamente.
Sylphine Maise Palettia (シルフィーヌ・メイズ・パレッティア, Shirufīnu Meizu Parettia)
Die Königin von Palettia und Anisphias Mutter. In ihrer Vergangenheit war sie eine gefürchtete Kriegerin. Sie erzog ihre Kinder in einer spartanischen Art und Weise, sodass sie die einzige Person ist, die Anisphia fürchtet.
Nichtsdestotrotz ist sie eine fürsorgliche Mutter. Nach dem fehlgeschlagenen Putschversuch ihres Sohnes macht sie sich Vorwürfe, ihre Kinder schlecht erzogen zu haben.
Grantz Magenta (グランツ・マゼンタ, Gurantsu Mazenta)
Der Premierminister von Palettia und Euphyllias Vater. Das Verhältnis zu seiner Tochter war anfangs gestört, doch nach der Aufhebung ihrer Verlobung mit Prinz Algard kommt er zu der Erkenntnis, dass er unerreichbare Erwartungen an Euphyllia hatte, wofür er sich schließlich bei ihr entschuldigt. Nach den Geschehnissen verbessert sich ihre Beziehung.
Er muss seinen Ministerposten aus politischen Gründen abgeben, nachdem seine Tochter in die königliche Familie adoptiert wird.
Lumielle Rene Palettia (リュミエル・レネ・パレッティア, Ryumieru Rene Parettia)
Die Urahnin der Königsfamilie von Palettia. Obwohl sie so aussieht als ob sie in Anisphias Alter sei, ist sie mehrere Tausend Jahre alt. Sie war ein Mensch, die nach einem abgeschlossenen Geisterpakt selbst zu einem Geist wurde.

### Antagonisten
Algard Von Palettia (アルガルド・ボナ・パレッティア, Arugarudo Bona Parettia)
Anisphias jüngerer Bruder und designierter Thronfolger des Königreiches Palettia. Er ist zudem Euphyllias ehemaliger Verlobter. Er brach die Verlobung mit dieser auf, nachdem Gerüchte bekannt wurden, die Euphyllia des Mobbings bezichtigen.
Es wird offenbart, dass er zu seiner älteren Schwester aufgesehen hat und er einen Putsch gegen den Adel plante, die aufgrund ihres kulturellen und religiösen Ansichten, auf seiner Schwester herabgesehen haben.
Er stiehlt Lainies vampirische Fähigkeiten und plant, den Adel zu kontrollieren. Nachdem sein Plan fehlschlägt und sich bei seiner älteren Schwester für sein Verhalten entschuldigt, verliert er seinen Titel als Kronprinz und wird ins Exil geschickt.
Moritz Chartreuse (モーリッツ・シャルトルーズ, Mōrittsu Sharutorūzu)
Der Grafen Chartreuse und Algards Freund, der dazu beigetragen hat, die Verlobung mit Euphyllia zu lösen. Er ist der Einzige aus Algards engsten Bekanntenkreises, der nicht von Lainies Verzauberung betroffen war und spielte eine aktive Rolle in Algards Plan, eine Revolution gegen den Adel zu starten. Hierfür wurde er verhaftet und ins Gefängnis gebracht.
Graf Chartreuse (シャルトールズ伯爵, Sharutōruzu hakushaku)
Der Magie-Minister von Palettia, der jegliche Änderungen ablehnt, die den Status des Adels ins Wanken bringen könnten, darunter auch Anisphias Forschungen.
Insgeheim hat er Algard über Jahre manipuliert, um aus diesem einen Marionettenherrscher zu machen und seine eigene Macht zu steigern, unwissend das Algard plante, ihn zu hintergehen. Er spielte beim Putschversuch eine aktive Rolle und wurde deswegen zum Tode verurteilt.

## Medien

### Webroman und Light-Novel-Reihe
Piero Karasu startete das Werk im Februar des Jahres 2019 als Online-Fortsetzungsgeschichte auf der Plattform Shōsetsuka ni Narō, die im August 2021 nach der Veröffentlichung des 207. Kapitels dort abgeschlossen wurde.
Der japanische Verleger Fujimi Shobo sicherte sich die Rechte an einer physischen Veröffentlichung des Werkes und brachte die Kapitel zunächst im Magazin Fujimi Fantasia Bunko heraus, bevor der erste Band der Romanreihe in Japan auf dem Markt kam. Der erste Roman der Reihe erschien im Japan am 18. Januar 2020. Die Zeichnungen stammen von Yuri Kisaragi.
Im September 2021 gab der US-amerikanische Verlag Yen Press die Lizenzierung der Romanreihe für eine englischsprachige Lokalisierung bekannt. Zudem wird die Reihe in koreanischer und thailändischer Sprache herausgegeben.
| Band | Japanisch        | Japanisch               |
| Band | Veröffentlichung | ISBN                    |
| ---- | ---------------- | ----------------------- |
| 01   | 18. Jan. 2020    | ISBN 978-4-04-073476-7. |
| 02   | 20. Mai 2020     | ISBN 978-4-04-073691-4. |
| 03   | 20. Jan. 2021    | ISBN 978-4-04-073916-8. |
| 04   | 20. Aug. 2021    | ISBN 978-4-04-074220-5. |
| 05   | 20. Aug. 2022    | ISBN 978-4-04-074610-4. |
| 06   | 20. Jan. 2023    | ISBN 978-4-04-074846-7. |
| 07   | 20. Juli 2023    | ISBN 978-4-04-075022-4. |
| 08   | 20. Feb. 2024    | ISBN 978-4-04-075023-1. |
| 09   | 20. Sep. 2024    | ISBN 978-4-04-075617-2. |

### Mangaserie
Seit dem 27. Juli 2020 wird die Geschichte mit Zeichnungen von Harutsugu Nadaka als Mangaserie realisiert, die im Magazin Dengeki Maioh des Verlegers ASCII Media Works erscheinen. Der erste gedruckte Band des Mangas wurde am 27. Januar 2021 in Japan veröffentlicht.
In englischer Sprache erscheint der Manga seit dem 24. Mai 2022 bei Yen Press. Als Übersetzerin fungiert Alexandra McCullough-Garcia. Weitere Übersetzungen erfolgen in koreanischer und thailändischer Sprache.
| Band | Japanisch        | Japanisch               |
| Band | Veröffentlichung | ISBN                    |
| ---- | ---------------- | ----------------------- |
| 01   | 27. Jan. 2021    | ISBN 978-4-04-913655-5. |
| 02   | 27. Aug. 2021    | ISBN 978-4-04-913896-2. |
| 03   | 10. Feb. 2022    | ISBN 978-4-04-914251-8. |
| 04   | 26. Aug. 2022    | ISBN 978-4-04-914551-9. |
| 05   | 27. März 2023    | ISBN 978-4-04-914881-7. |
| 06   | 27. Dez. 2023    | ISBN 978-4-04-915432-0. |

### Anime-Produktion
Im August 2022 wurde bekanntgegeben, dass die Geschichte zu einer Anime-Fernsehserie verarbeitet wird. Diese entstand unter der Regie von Shingo Tamaki im Animationsstudio Diomedéa. Das Drehbuch stammt aus der Feder des Light-Novel-Autoren Wataru Watari, der für seine Romane My Teen Romantic Comedy SNAFU Bekanntheit erlangte. Für das Charakterdesign zeigte sich Naomi Ide verantwortlich. Die Serienmusik wurde von Moe Hyūga komponiert. In den Hauptrollen sind Ayaka Senbongi als Anisphia und Manaka Iwami als Euphyllia zu hören.
Der musikalische Einspieler Arc-en-ciel wurde von Hanatan interpretiert, während Senbongi und Iwami das Lied Only for You in der Abspannsequenz einsangen. Die Anime-Fernsehserie wurde zwischen dem 4. Januar 2023 und dem 22. März 2023 im japanischen Fernsehen gezeigt und umfasst zwölf Episoden.
Außerhalb Japans wurde die Serie von Crunchyroll unter dem Titel The Magical Revolution of the Reincarnated Princess and the Genius Young Lady im Simulcast in Originalton mit Untertiteln gezeigt, darunter auch mit deutscher und englischer Untertitelung. In Süd- und Südostasien wurde die Serie von Muse Asia lizenziert und im Simulcast gezeigt.

## Synchronisation
| Rolle                                    | Japanische Stimme (Seiyū) |
| ---------------------------------------- | ------------------------- |
| Anisphia Wynn Palettia                   | Sayaka Senbongi           |
| Euphyllia Magenta/Euphyllia Fes Palettia | Manaka Iwami              |
| Ilia Coral                               | Ai Kakuma                 |
| Algard Von Palettia                      | Shōgo Sakata              |
| Tilty Claret                             | Yū Sasahara               |
| Lainie Cyan                              | Hina Yōmiya               |

## Rezeption
Laut einer Twitter-Meldung des offiziellen Franchise-Accounts befanden sich alleine in Japan mehr als eine Million Exemplare der Reihe im Umlauf.
Der Manga war 2023 in der Printkategorie bei den Next Manga Awards nominiert und wurde am Ende auf Platz 14 gewählt.
Die Romane wurden positiv wahrgenommen. So vergab die Plattform Anime UK News dem ersten Band der Romanreihe eine Wertung von acht bei zehn möglichen Punkten und befand, dass „Piero Karasu es schaffe, die feine Balance zu behalten und die Dinge fröhlich und dennoch emotional zu halten, wenn es nötig ist.“ Rebecca Silverman schrieb in ihrer Besprechung, die als Teil der Light Novel Preview Guide entstand, dass der Autor ein Gespür dafür habe, „die Anziehungskraft der beiden Mädchen zueinander zu beschreiben, was die Romantik wirklich langsam und süß wirken lasse“. Dabei kritisierte sie auch, das sich diese Stellen auf mehrere Seiten, in denen die Welt beschrieben und Erklärungen gegeben werden, verteilen.
Silverman besprach auch den Manga im Zuge des Manga Preview Guide und befand, dass dieser das Problem der Romane, eine Balance zwischen Weltentwicklung und Handlung zu finden, löse. Auch Erica Friedman, Gründerin der Yuricon, zeigte sich von der Mangareihe mehr angetan als von den Romanen. Sie urteilte, dass der Manga sie dazu gebracht habe, die Geschichte von Anisphia und Euphyllia weiterzuverfolgen und mit ihnen zu fiebern.
Bezogen auf der Anime-Fernsehserie lobte Vrai Kaiser in seiner Besprechung für die Plattform Anime Feminist den Comedy-Aspekt der Serie, die Charaktere und den Verzicht auf übermäßige Sexualisierung der Protagonistinnen. Laut Kaiser bringe die Serie wie The Executioner and Her Way of Life und Otherside Picnic neue Aspekte in das Yuri-Genre. Die Pilotfolge wurde im Rahmen der Anime Preview Guide von mehreren Redakteuren der Plattform Anime News Network besprochen und durchweg positiv bewertet.